# 伊藤弘一
伊藤 弘一（いとう こういち、1936年9月23日 - ）は、日本の俳優。千葉県館山市出身。本名同じ。

## 略歴
安房第一高校、舞台芸術学院卒業。
劇団俳優座養成所、千田杉山教室を経て、劇団俳優小劇場に入団。初舞台は『十二夜』。フリーランス期間を経て、劇団俳小、エヌ・エー・シーに所属していた。

## 出演作品

### テレビドラマ
- 近鉄金曜劇場 / 悲の器（1963年、TBS）
- 幕末（1964年、TBS）
- 東芝日曜劇場（TBS）
  - 夜の眼（1967年） - 制服警官
  - ママ日曜でありがとう その5（1969年）
- 大河ドラマ（NHK）
  - 竜馬がゆく（1968年） - 吉永良吉
    - 第18話
    - 第30話

  - 風と雲と虹と（1976年） - 小一条院家司
  - 花神 第16話「万延元年の男たち」（1977年）
  - 黄金の日日 第25話「飢餓地獄」（1978年） - 安針、水夫
- タケダアワー / 怪奇大作戦 第8話「光る通り魔」（1968年、TBS / 円谷プロ） - 山本信夫（燐光人間）
- 七人の刑事（TBS）
  - 第2シーズン 第327話「鳩」（1969年）
  - 第4シーズン 第40話「かあさんの冬」（1979年）
- 木下恵介・人間の歌シリーズ（TBS / 木下プロダクション）
  - 俄－浪華遊侠伝－ 第7話（1970年） - 与三郎
  - 冬の華 第15話「出発」（1971年）
- 柳生十兵衛 第27話「殴り込み中仙道」（1971年、CX）
- 夕空晴れて（1971年、CX）
- 仮面ライダー 第29話「電気怪人クラゲダール」（1971年、MBS / 東映） - 警官
- 太陽にほえろ!（NTV / 東宝）
  - 第187話「愛」（1976年）
  - 第362話「デイト・ヨコハマ」（1979年）
  - 第377話「秋深く」（1979年）
  - 第389話「心の重荷」（1980年）
- 破れ傘刀舟悪人狩り 第75話「裏切りの慕情」（1976年、NET / 三船プロダクション）
- 宇宙鉄人キョーダイン 第38話「あ!! 呪いのサンタがやってくる」（1976年、MBS / 東映） - 鬼（再生デス五人衆）
- 華麗なる刑事 第18話「香港から来た刑事」（1977年、CX / 東宝）
- 大都会 PARTII（NTV / 石原プロモーション）
  - 第27話「爆破予告」（1977年）
  - 第40話「午前零時の脱獄」（1978年）
- 達磨大助事件帳 第8話「仇討ち女だるま」（1977年、ANB / 国際放映）
- 青春の門 第二部「自立編」 第5話（1978年、MBS / 松竹芸能）
- 半七捕物帳 第17話「化け銀杏」（1979年、ANB）
- 西部警察 (PART1) 第13話「大門危機一髪」（1980年、ANB / 石原プロモーション）
- 風神の門 第1話「伊賀者上洛」（1980年、NHK）
- 水曜時代劇 / 御宿かわせみ 第1シリーズ 第20話「宵節句」（1981年、NHK）

### 映画
- 浅草の肌（1950年、大映）
- 女秘書の告白 果肉のしたたり（1976年、日活） - 村瀬正弘
- 青い獣 ひそかな愉しみ（1978年、日活） - 山尾